# Kukułcze Skały (Karkonosze)

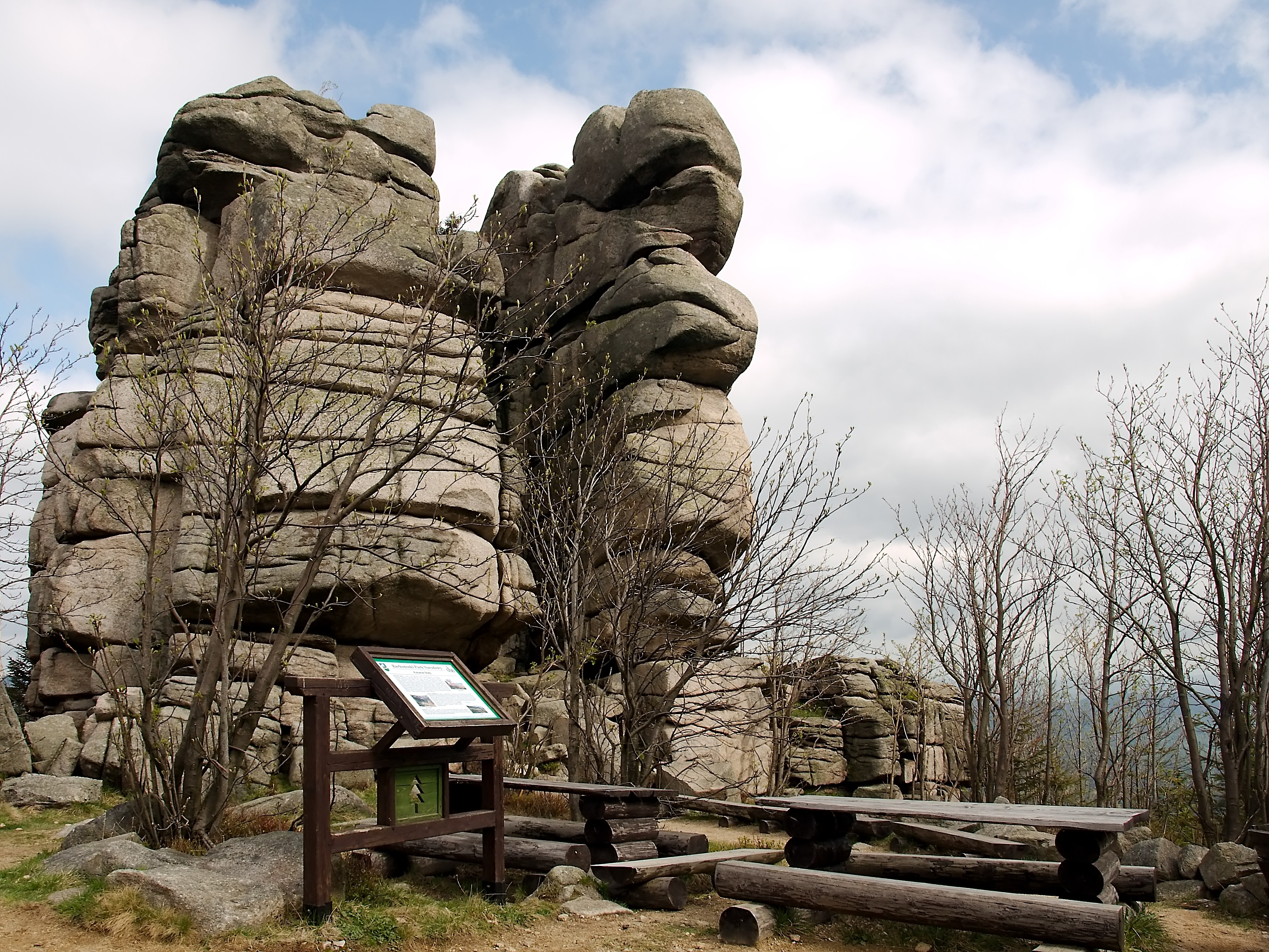
Kukułcze Skały

Kukułcze Skały (niem. Kuckuckssteine) – grupa granitowych skałek w Sudetach Zachodnich, w paśmie Karkonoszy.
Kukułcze Skały położone są w południowo-zachodniej Polsce, w Sudetach Zachodnich, w zachodniej części Karkonoszy, na północnym zboczu Śląskiego Grzbietu, pomiędzy dolinami Szrenickiego Potoku i Bystrego Potoku, na wysokości ok. 1053-1125 m n.p.m.
Jest to zgrupowanie trzech skałek w kształcie 3 baszt o wysokości ok. 7 m oraz leżących wokół licznych granitowych bloków skalnych. Można tu obserwować wyraźne spękania biegnące w trzech kierunkach (cios granitowy). Skały stanowią teren wspinaczkowy, przez który prowadzi kilka krótkich ale trudnych tras.

## Turystyka
Obok skałek przechodzi szlak turystyczny:
- żółty, prowadzący ze Szklarskiej Poręby-Marysina do schroniska „Pod Łabskim Szczytem”